# Каддафи, Муттазим Билла
Мутаззим-Билла Каддафи (араб.  مُعْتَصِمٌ بِٱللهِ ٱلْقَذَّافِيّ‎, также произносится Мутассим или Эль-Му́тасим; 18 декабря 1974, Триполи, — 20 октября 2011, Сирт) — офицер ливийской армии, советник Службы Госбезопасности Ливии с 2010 года. Четвертый сын лидера Ливийской Джамахирии полковника Муаммара Каддафи, входил в ближайшее его окружение.
В апреле 2009 года, Мутаззим встретился с госсекретарём США Хиллари Клинтон, что ознаменовало собой наивысший уровень двусторонних ливийско-американских отношений с момента их установления несколькими годами ранее. Для Муттазима это стало серьёзным успехом, предшествовавшим его назначению советником Службы Государственной безопасности. Среди многих чиновников бытует мнение, что он «не особо отличается интеллектуальным развитием». По словам чиновников, он «читает по бумажке заготовленные для него тексты, касающиеся вопросов национальной безопасности». Будучи советником Национальной безопасности, он пролоббировал выделение $1,2 миллиарда у Национальной Нефтяной Корпорации для создания собственного батальона спецназначения.
В 2009 году Муттазим встретился с сенаторами Джоном Маккейном и Джоу Либерманом, которым заявил о необходимости военной поддержки Ливии. По словам Муттазима, «К западу от нас проживает 60 миллионов алжирцев, с востока от нас проживает 80 миллионов египтян, рядом с нами Европа, и с юга от нас проблемный африканский регион Субсахара». Его интересовало переоснащение ливийских вооружённых сил. Ливия закупала вооружение у России и Китая, но Муттазима интересовала закупка американского оборудования.

## Возможный наследник
Сообщается, что Муттазим жил в Египте, при этом являясь возможным наследником власти. Вернувшись, он получил назначение советником госбезопасности, что было согласовано с высокопоставленными военными. В 2009 году, имя Муттазима называлось в связи со смертью Ибн-Шейха аль-Либи о чём шла речь в статье одной из ливийских газет — Оэя, изданной с согласия Саифа аль-Ислам Каддафи.

## Роль в гражданской войне
Во время гражданской войны Муттазим командовал лояльными М. Каддафи войсками в районе Бреги во время третьей и четвёртой битв за Брегу весной-летом 2011 года. Его счета были заморожены, а въезд в другие страны был запрещён в силу связей с ближайшим окружением Муаммара Каддафи. Согласно одной из видеосъёмок, он мог руководить минированием местности вокруг Бреги.
Как утверждают обозреватели, во время битвы за Триполи Муттазим мог находиться в Баб-аль-Азизии, откуда осуществлялось командование оставшимися лояльными Каддафи войсками. Тем не менее, после взятия повстанцами комплекса ни самого Муттазима, ни следов его пребывания в Баб-аль-Азизии обнаружено не было.
По убеждению членов и сторонников Переходного совета, Муттазим мог находиться в Сирте, бои за который начались в середине сентября 2011 года. Так, 26 сентября военный представитель ПНС Ахмед Бани сообщил, что был перехвачен телефонный разговор между Муттазимом Каддафи, руководящим обороной Сирта, и его братом, Саифом аль-Исламом Каддафи, который находился в Бени-Валиде.
13 октября повстанцы заявили, что поймали Муттазима, когда он попытался со своей семьёй покинуть Сирт. Сообщалось, что его переправили в Бенгази, где допрашивают, однако позднее эта информация была опровергнута.

## Смерть
20 октября, во время взятия Национальной армией Сирта, Муттазим Каддафи попытался прорваться из города. Сперва приходила информация о его возможном взятии в плен. Репортёр Reuters сообщал, что видел его раненым, но живым. Однако позже телеканал SkyNews сообщил, что он, как и его отец — Муаммар Каддафи, был убит. В Переходном ливийском правительстве подтвердили факт смерти Муттазима Каддафи.
21 октября была опубликована видеосъёмка, сделанная солдатом войск ПНС, на которой можно увидеть попавшего в плен Муттазима Каддафи. Сын Каддафи, отпустивший во время боёв в Сирте бороду, одет в камуфлированные армейские штаны и майку, а также имеет раны на лице, руках, туловище, многочисленные порезы. Окровавленная майка и некоторая его медлительность говорит о том, что он контужен. На видеокадрах и фотографиях, опубликованных французским информагентством AFP видно, что он сидит на лежаке, который постелен на полу, и курит сигарету. На сделанных несколько позднее фотографиях, которые были опубликованы саудовским телеканалом Al Arabiya видно, что Муттазим Каддафи лежит уже мёртвый на больничной койке с зияющей раной в нижней части горла. На кадрах, где он ещё жив, видно, что эти раны у него отсутствовали.
По всей вероятности, после съёмок, попавший в плен раненным, Муттазим Каддафи, в нарушение всех международных конвенций, говорящих о недопущении расправ над пленёнными комбатантами, был казнён, что подтверждается результатами расследования международной правозащитной организации Human Rights Watch.